# Lucy Walter

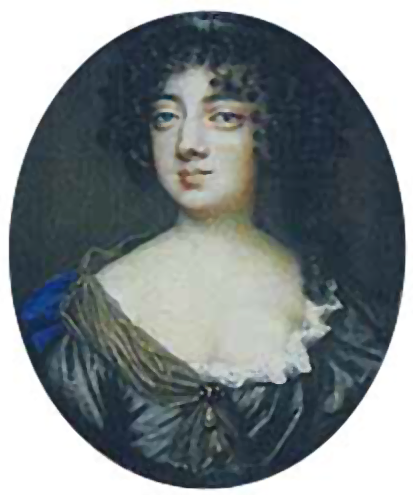
Lucy Walter.

Lucy Walter o Lucy Barlow (1630 circa – 1658) è stata una delle amanti del re d'Inghilterra Carlo II, madre di James Crofts. Si crede che sia nata attorno al 1630 al Castle Roch, ad Haverfordwest, in Galles, da una famiglia della piccola nobiltà di campagna. Se Carlo II avesse o meno sposato Lucy segretamente fu oggetto di grande dibattito durante la crisi di successione, quando i protestanti avrebbero voluto porre come erede al trono uno dei loro figli invece del fratello del re James Stewart, duca di York..

## L'amante del principe
Lucy Walter nacque attorno al 1630 in una famiglia della piccola nobiltà gallese da William Walter (morto nel 1650) ed Elizabeth Prothero (morta nel 1652), che era nipote del cortigiano John Vaughan, I conte di Carbery che aveva servito sia Giacomo I d'Inghilterra che suo figlio Carlo I d'Inghilterra. Si crede che ella sia nata al Castle Roch, in Galles, che venne distrutto nel 1644 dai Roundhead; in quell'occasione Lucy venne dirottata a Londra e poi a L'Aia.
Nell'estate del 1648 questa giovane gallese, senza un gran nome, ma di bell'aspetto, attrasse lo sguardo di Carlo II d'Inghilterra, allora solo Principe di Galles, che si trovava a L'Aia in quello stesso periodo. Di solito si ritiene che Lucy sia stata la prima vera amante di Carlo II, anche se c'è chi crede che già due anni prima il giovane principe s'intrattenesse segretamente con qualcuna. Il fratello di Carlo II, James Stewart, duca di York, ebbe a dire che Lucy non aveva molto spirito, ma era bella e aveva una buona dose d'arguzia, dote comune, a suo dire, fra le donne che intraprendevano la stessa strada. Nell'agosto 1649 il diarista John Evelyn viaggiò con lei nella carrozza di Henry Wilmot, I conte di Rochester e di lei disse che era una donna bella, mora ed ardita, ma piuttosto insipida. In quell'estate Lucy fu a Parigi e al castello di Saint-Germain-en-Laye con Carlo, che poi andò con lei all'isola di Jersey.
Nel giugno 1650 Carlo riaccompagnò Lucy a L'Aia prima di imbarcarsi per la Scozia e durante la sua assenza ella ebbe una relazione con Theobald Taaffe, I conte di Carlingford con cui ebbe una figlia, Mary, che nacque l'anno seguente. Dopo aver subito una cocente sconfitta alla battaglia di Worcester, Carlo fuggì sul continente e disse a Lucy che la loro relazione era finita. A tutta prima ella cercò di convincere il vescovo John Cosin di essere cambiata, ma, non ottenendo risultati, passò i successivi quattro anni viaggiando sul Continente e passando da uno scandalo all'altro, causando parecchio imbarazzo alla corte inglese in esilio. Ai primi di giugno 1656, mentre era a Colonia, degli amici del re si recarono da lei, offrendole 400£ di pensione annua se fosse tornata in Inghilterra con i figli. Lucy accettò e salpò da Flessinga; tornata a Londra trovò casa sopra il negozio di un barbiere nei pressi di Somerset House. Le spie del Lord Protettore la identificarono come una sospetta spia e, poco dopo essere tornata a casa, lei e la sua cameriera vennero tratte agli arresti e mandate presso la Torre di Londra. Poco dopo, il 16 luglio 1656, venne prosciolta e chiese di poter tornare nei Paesi Bassi; da qui si recò a Bruxelles, dove riprese il suo stravagante stile di vita. Qualunque suo tentativo di usare il figlio per avere presa su Carlo fallì, anche se, quando nel 1658 vi fu un raffazzonato tentativo di rapire suo figlio, Lucy acconsentì a porre il bambino sotto la tutela di un tutore reale. Nel settembre 1658, dopo essersi confessata al vescovo Cosin, morì a Parigi per una malattia venerea e venne sepolta nella capitale francese.

## I figli
Lucy ebbe due figli:
- James Scott, I duca di Monmouth
- Mary (nata 1651)

## Il presunto matrimonio
Fra il 1673 e il 1681 durante la crisi di successione venne fabbricata ad arte la leggenda che vorrebbe che Lucy avesse sposato legalmente Carlo II, venne asserito che il contratto di matrimonio era conservato in una scatola nera in possesso di Sir Gilbert Gerard, I baronetto di Fiskerton, genero del vescovo Cosin. Gerald venne convocato di fronte al Consiglio privato di sua maestà e asserì di non essere a conoscenza di nessun contratto di matrimonio cosa che, per altro, Carlo II aveva sempre negato. Erede di Carlo rimase quindi il fratello che divenne poi Giacomo II d'Inghilterra con grande dispetto e preoccupazione del partito protestante che temevano l'aperta fede cattolica di Giacomo.
Nel 1970 la romanziera Elizabeth Goudge pubblicò il romanzo The Child From the Sea in cui Lucy era la protagonista.